# Correios de Angola
A Empresa Nacional de Correios e Telégrafos de Angola (ENCTA), também conhecida simplesmente como Correios de Angola, é a empresa governamental responsável pelo sistema postal de Angola, cuja sede está situada na cidade de Luanda, na capital do país.
Como serviço autônomo desde 1973, aderiu à União Internacional de Telecomunicações e à União Postal Universal a 3 de março de 1977, e é membro da Associação Internacional das Comunicações de Expressão Portuguesa.
É a mais antiga empresa angolana em contínuo funcionamento.

## Histórico
Em 1796, Rodrigo de Sousa Coutinho, Secretário de Estado dos Negócios da Marinha e Domínios Ultramarinos, solicita que Manuel de Almeida e Vasconcelos de Soveral, Governador Colonial de Angola, dê providências para o estabelecimento do serviço de Correio de Cartas na colónia.

### Fundação
Porém, somente em 23 de março de 1798 é que Sousa Coutinho expede um ofício ao novo governador colonial, Miguel António de Melo, para o estabelecimento do serviço de correspondências em Angola. Assim, em 7 de dezembro de 1798, Miguel de Melo publicou o documento de fundação do Serviço dos Correios de Cartas em Angola.
Em relatório de 1869 registra-se que em Luanda o Serviço dos Correios de Cartas possuía uma agência postal, com tiragens diárias ao meio dia e às dezesseis horas.
Em 1877 o Serviço dos Correios de Cartas ganha um regulamento provisório para gerir o serviço telegráfico da estação situada no então Palácio do Governo-Geral, e outra no quartel da polícia em Luanda.

### Centralização e descentralização do serviço
Em 1880 ocorre a centralização dos serviços de correios na metrópole e nas colônias sob a alçada da Direcção-Geral dos Correios, Telégrafos e Faróis, que mantém diretorias regionais, dentre elas a de Luanda. Esta política de centralização viria ser reafirmada e reforçada pelo Decreto Orgânico nº 34.076, de 2 de novembro de 1944, da Direcção dos Serviços de Correios, Telégrafos e Telefones.
As transformações impostas pela Guerra de Libertação de Angola trouxeram a necessidade do Decreto Orgânico nº 492, de 4 de outubro de 1973, do então Ministro do Ultramar, onde ocorre a descentralização do serviço, tornando novamente autônoma a Direcção dos Serviços de Correios e Telecomunicações de Angola. As vitorias alcançadas pelas forças nacionalistas, portanto, forçaram a autonomia e a descentralização dos serviços.

### Pós-independência nacional
Em relatório de 1975 constavam 364 estações telégrafo-postais operantes em Angola. Em relatório de 1976, porém, constata-se o alarmante cenário de redução dos serviços postais à 108 estações, em grande parte devido às confrontações da Guerra Civil Angolana. O primeiro angolano a dirigir a Direcção dos Serviços de Correios e Telecomunicações de Angola foi Ilídio Machado, a partir de 1976.
A Direcção dos Serviços de Correios e Telecomunicações de Angola foi admitida no seio da União Postal Universal em 3 de março de 1977. Na qualidade de Membro da UPU, participou de seu primiero congresso como filiada no Rio de Janeiro, em 1979.
Em 1980 a Direcção dos Serviços de Correios e Telecomunicações de Angola foi afetada pelos decretos 16/80 e 17/80 do Conselho Revolucionário do Povo, ocorrendo a separação de parte da instituição para formar a Empresa Nacional de Telecomunicações (ENATEL), com a composição institucional original assumindo o nome Empresa Nacional de Correios e Telégrafos de Angola (ENCTA).
Mesmo após a independência angolana, a ENCTA continuou a se organizar pelas legislações da era colonial. Somente em 9 de março de 1987 é que foi aprovada pela Assembleia do Povo a Lei nº 6, também chamada de Lei Básica Postal.
A retomada da Guerra Civil em 1992 foi a inda mais dramática para o funcionamento da ENCTA, quando a rede postal nacional fica reduzida a 62 estações operacionais em função das ações de sabotagem das forças guerrilheiras.
Em 23 de março de 2001 ocorre a aprovação da Lei 4, que alterou a Lei Básica Postal, abrindo à concorrência o serviço postal antes de monopólio da ENCTA desde 1911, admitindo a entrada de operadores postais privados em território angolano.